# ランダウ準位
ランダウ準位 （ランダウじゅんい、英: Landau level）とは、磁場の中で荷電粒子がサイクロトロン運動（円運動）するときに取り得る、不連続（離散的）なエネルギーの準位のことである。
一様な磁場の中で荷電粒子が運動しているとする。荷電粒子の質量を m、電荷を e、磁場の磁束密度を B として、荷電粒子が磁場に垂直な二次元面上を運動する場合には、当該荷電粒子はサイクロトロン運動を行う。この時のサイクロトロン運動の角振動数（サイクロトロン周波数）ωc は、
{\displaystyle \omega _{\mathrm {c} }={eB \over m}}
となる。以上は古典的に考えたものだが、このサイクロトロン運動を量子化し、連続的なエネルギー分布が離散的なものとなったエネルギー準位が、ランダウ準位である。
ランダウ準位は、ωc を使って、
{\displaystyle \hbar \omega _{\mathrm {c} }(N+1/2)}
と表される。N はランダウ量子数と呼ばれる非負の整数 (N = 0,1,2,...) であり、準位は離散的となる。